# Вилађо Ачеа (Рим)
Вилађо Ачеа је насеље у Италији у округу Рим, региону Лацио.
Према процени из 2011. у насељу је живело 59 становника. Насеље се налази на надморској висини од 251 м.